# Saison 2020-2021 du Paris Saint-Germain
Maillots
Chronologie
Saison précédente Saison suivante
La saison 2020-2021 du Paris Saint-Germain est la 51e saison de son histoire et la 47e saison d'affilée en première division.
Elle démarre dans un contexte particulier en raison de la pandémie de Covid-19 : les finales de la coupe de France et de la coupe de la Ligue de la saison précédente ont été reportées respectivement aux 24 et 31 juillet 2020, et les trois derniers tours de la Ligue des champions en août 2020 sous la forme d'une finale à huit à Lisbonne.
Cette saison est également la première depuis l'exercice 1994-1995 sans Coupe de la Ligue, la Ligue ayant voté la suppression de cette compétition.

## Résumé de la saison
La saison 2020-2021 du Paris Saint-Germain commence seulement moins de 3 semaines après la dernière et voit le PSG connaître bien plus de difficultés. Les Parisiens connaissent deux revers initiaux, dont notamment une défaite au Parc des Princes contre le rival marseillais qui n'avait plus gagné dans Le Classique depuis novembre 2011. Après avoir levé l'option d'achat de Mauro Icardi, et même si l'option d'achat de Sergio Rico est, elle aussi, finalement levée, le club ne se renforce qu'avec des prêts et voit arriver par ce procédé Alessandro Florenzi, Danilo Pereira et Moise Kean. Alexandre Letellier (formé au club) et Rafinha signent quant à eux gratuitement.
En Ligue des champions, le bilan à l'issue des matchs aller de phases de poules est assez maigre : une victoire pour deux défaites inquiétantes. En mauvaise posture, les Franciliens repartent de l'avant grâce à une victoire à domicile contre Leipzig (1-0). Le PSG se replace idéalement dans la course à la qualification grâce à une nouvelle victoire par 2 buts d'écart sur la pelouse d'Old Trafford (victoire 1-3) avant d'affronter Istanbul Başakşehir au Parc. Ce dernier match est marqué par une polémique : à la 13e minute de jeu, le 4e arbitre roumain, Sebastian Colțescu, désigne Pierre Webó par le terme "negru", ce qui en français signifie noir. Les joueurs stambouliotes ainsi que les joueurs parisiens décident alors de rentrer au vestiaire pour protester contre ce qu'il estiment être du racisme,. Supervisé par un nouveau corps arbitral, le match reprend le lendemain là où il s'était arrêté.
Neymar marque un triplé pour une victoire parisienne 5 buts à 1, synonyme de première place du Groupe H.
En championnat, cela devient toutefois plus compliqué. Le PSG se retrouve 3e du classement à la trêve, loin de ses standards habituels sous l'ère QSI. Ce début de saison très poussif entraîne le limogeage de l'entraîneur Thomas Tuchel, le 29 décembre 2020. Mauricio Pochettino, ancien joueur et capitaine du club au début des années 2000, lui succède le 2 janvier 2021.Sous sa houlette, le PSG remporte un premier trophée national en janvier 2021 avec un succès 2-1 contre Marseille à l'occasion du Trophée des champions 2020. En février, le PSG se venge de la remontada subie 4 ans plus tôt en écrasant 1-4 le FC Barcelone dans son antre du Camp Nou sur un triplé de Kylian Mbappé. En mars, le PSG confirme sa qualification sur un score nul (1-1). Le printemps européen est marqué par les retrouvailles avec le Bayern Munich en quart de finale. Cette fois-ci, c'est le club de la capitale française qui s'impose 2-3 sous le ciel enneigé de Munich. Au match retour, c'est le Bayern qui vient s'imposer 0-1, score cependant insuffisant pour empêcher le Paris Saint-Germain de se qualifier pour les demi-finales de la C1 pour la deuxième fois consécutive.
Si le club de la capitale avance en Ligue des champions et en Coupe de France, cela est toujours délicat en Ligue 1 où 4 nouvelles défaites viennent s'ajouter au bilan, ce qui porte le total à 8 défaites depuis le début du Championnat de France. En conséquence, les Parisiens doivent lutter pour se maintenir sur le podium (avec Monaco et Lyon en embuscade). Lille, qui est venu s'imposer au Parc des Princes pour la première fois depuis 1996, reprend le fauteuil de leader aux Parisiens lors de la 31e journée.
L'épopée européenne 2020/2021 s'arrête en demi-finale contre Manchester City. Défaits à l'aller (1-2) comme au retour (2-0) à la suite de deux matchs considérés comme globalement décevants, les Parisiens ratent l'occasion de retourner en finale de la compétition interclubs de football la plus prestigieuse d'Europe. La saison finit cependant sur une bonne note avec une nouvelle Coupe de France qui vient s'ajouter au palmarès (victoire 0-2 en finale face à l'AS Monaco), ce qui évite au PSG une saison blanche. En Ligue 1, le Paris SG finit deuxième à un petit point seulement de Lille (82 points pour les Parisiens contre 83 pour les Dogues) et réalise sa plus mauvaise saison en championnat depuis 2011-2012.

## Préparation d'avant-saison
La reprise de l'entraînement au Camp des Loges a lieu le lundi 22 juin 2020. En plus de préparer la nouvelle saison, elle a aussi pour but de préparer l'équipe aux finales de la coupe de la Ligue et de la coupe de France ainsi qu'à la finale à huit de la Ligue des Champions de la saison précédente, décalées en raison de la pandémie de Covid-19.

### Matchs amicaux
Le 9 juillet 2020, le club de la capitale officialise ses trois rencontres amicales pour le mois. Le 12 juillet 2020, le club se déplace au stade Océane pour affronter Le Havre. Il reçoit ensuite l’équipe belge de Waasland-Beveren et les Écossais du Celtic Glasgow au Parc des Princes, respectivement les 17 et 21 juillet 2020. Les Parisiens devaient à l'origine recevoir les Shamrock Rovers à la place de Waasland-Beveren, mais les Irlandais n'ont pas pu se rendre en France à cause de la pandémie de Covid-19.
Le 12 juillet 2020, le Paris Saint-Germain se rend donc au stade Océane pour affronter Le Havre. Les Rouge et Bleu retrouvent donc les pelouses, qu'ils n'avaient pas fouler depuis le 11 mars 2020, à l'occasion du quart de finale retour de Ligue des Champions contre le Borussia Dortmund. Dans le cadre du dispositif de lutte contre la propagation du Covid-19, seuls 5 000 spectateurs sont accueillis dans l'enceinte du Havre. Lors de cette rencontre, le PSG s'impose largement sur le score fleuve de 9-0.
Le 17 juillet, les Parisiens accueillent l'équipe de Waasland-Beveren au Parc des Princes. Cette rencontre a pour but de conférer un maximum de temps de jeu aux joueurs en vue de la reprise de la saison 2019-2020. Le match se déroule en quatre périodes, appelés quart-temps, de trente minutes pour un total de 120 minutes. Le PSG s'impose une nouvelle fois et batte l'équipe belge par sept buts à zéro. Malgré les restrictions sanitaires, le Collectif Ultra Paris (CUP) n'a pas respecté les consignes de sécurité, ce qui a déclenché une vague d'indignation sur les réseaux sociaux. Le président du CUP indique par la suite qu'il démontrera "qu’on peut avoir un comportement responsable, même si l’ambiance en pâtit" et qu'il n'y avait pas "de volonté de désobéissance".
Le 21 juillet, le PSG affronte les Écossais du Celtic Glasgow, une nouvelle fois à domicile au Parc des Princes. Encore une fois, Thomas Tuchel choisit de faire jouer tous ses joueurs et procède à pas moins de douze changements lors de la rencontre. Malgré cela, les Parisiens s'imposent tout de même sur le score de quatre buts à zéro. Lors de cette rencontre, les membres du CUP ont respecté les mesures sanitaires, après un rappel à l'ordre du club de la capitale. Cette opposition contre le Celtic était la dernière rencontre amicale avant la reprise de la saison 2019-2020, le Paris Saint-Germain affrontant l'AS Saint-Étienne en finale de Coupe de France le 24 juillet, puis l'Olympique lyonnais en finale de Coupe de la Ligue le 31 juillet. Juste après le match contre le Celtic, il est tout de même annoncé que le PSG affrontera le FC Sochaux le 5 août, pour parfaire sa préparation avant la reprise de la Ligue des Champions contre l'Atalanta Bergame en quart de finale.
Le 5 août, l'équipe du PSG accueille le FC Sochaux, pensionnaire de Ligue 2, toujours dans l'enceinte du Parc des Princes. Avant le match, la nouvelle recrue sochalienne Florentin Pogba, arrivé libre d'Atlanta United et frère de l'international français Paul Pogba, déclare que son club jouera avec "des restrictions". "Des règles vont être posées sur ce match, explique-t-il dans la presse. Le PSG a un duel en Ligue des champions à préparer, ce sera un match un peu particulier. [...] On aura des restrictions et je le comprends. Il faudra s’adapter au plus vite". L'entraîneur du FCSM Omar Daf confirme ces propos dans l'Est Républicain et affirme avoir posé des restrictions à ses joueurs pour éviter des blessures aux Parisiens à une semaine des échéances européennes en Ligue des Champions face à l'Atalanta Bergame.
La rencontre se déroule à huis clos, le PSG souhaitant évoluer dans des conditions similaires à celles de la Ligue des Champions, où le public reste interdit de stade en raison de la pandémie.  Le ballon utilisé est également celui utilisé en Coupe d'Europe habituellement. Avant le match, les joueurs effectuent une minute de silence dans le stade vide, en hommage aux victimes des explosions au port de Beyrouth, survenues la veille le 4 août 2020. Ce match a été le premier où le maillot extérieur de la saison 2020-2021 est porté. Les Rouge et Bleu s'imposent sur la plus petite des marges, grâce à un unique but de l'international camerounais Eric Maxim Choupo-Moting. Thomas Tuchel laisse des cadres importants comme Neymar, Mauro Icardi, Marquinhos ou encore Thiago Silva au repos, pour éviter des blessures avant le match contre l'Atalanta Bergame. Cette exhibition face au FC Sochaux est donc l'occasion pour plusieurs jeunes joueurs parisiens d’étrenner le maillot parisien pour la première fois. Ainsi Kenny Nagera, Xavi Simons, Edouard Michut, Abdoulaye Kamara et El-Chadaille Bitshiabu ont joué pour la première fois avec l'équipe première.
Le Paris Saint-Germain termine sa série quatre de matchs amicaux de pré-saison sans encaisser de but et en ayant marqué à vingt et une reprises.

### Fin de la saison 2019-2020
Si les finales de Coupe de France et de Coupe de la Ligue de la saison 2019-2020, ainsi que la fin de campagne en Ligue des Champions, ne font pas partie de la saison 2020-2021, ces deux échéances ont eu lieu pendant la préparation de cette saison et ont tenu un rôle important dans la reprise des joueurs du PSG,.

#### Finale de la Coupe de France
Le 24 juillet, le Paris Saint-Germain joue la finale de la Coupe de France 2019-2020 au Stade de France, initialement prévu le 25 avril 2020, contre l'AS Saint-Étienne. Il s'agit du premier match officiel des Rouge et Bleu depuis le 11 mars, date du huitième de finale retour de Ligue des Champions contre le Borussia Dortmund, et également la première rencontre officielle du football français depuis le déconfinement. Cette finale expérimente aussi un changement dans les règles du football. Après la pandémie de Covid-19 en France, l'IFAB (International Football Association Board), l’organisme qui édicte les lois du jeu dans le football a décidé d'inclure la possibilité d'effectuer cinq changements au cours d'un seul match, contre trois auparavant. Ce changement a pour but de prévenir le risque de blessure lié à l’accumulation de match sur un temps réduit. Il sera effectif sur toute la saison 2020-2021. La crise du coronavirus bouleverse également l'organisation du match, seuls 4 100 spectateurs étaient présents alors que le stade de France comprend habituellement 80 000 places. De plus, l’équipe victorieuse n'est pas montée dans la tribune présidentielle pour se voir remettre la Coupe de France et il n'y a pas eu de contact entre les joueurs et le Président de la République Emmanuel Macron, contrairement à ce que veut la tradition.
Au terme d'une rencontre très disputée, neuf cartons jaunes et un carton rouge ont été distribués aux deux équipes, le PSG s'impose sur le score de 1-0, grâce à un unique but de Neymar à la 14e minute. L'international brésilien reprend un ballon fuyant juste après une frappe de Kylian Mbappé détourné par le gardien Jessy Moulin. Cette rencontre est marquée par deux blessures côté parisien. Thilo Kehrer est remplacé par Colin Dagba à la 20e après un choc à la jambe. Kylian Mbappé est, lui, remplacé par Pablo Sarabia à la 33e après un tacle appuyé de Loïc Perrin, qui est expulsé par l’arbitre. Au terme de la rencontre, les Parisiens s’adjugent la treizième Coupe de France de leur histoire.

#### Finale de la Coupe de la Ligue
Le 31 juillet, les Parisiens affrontent l'Olympique lyonnais au Stade de France à l'occasion de la finale de la Coupe de la Ligue 2019-2020, initialement prévu le 4 avril 2020. Cette finale est le dernier match de l'histoire de la Coupe de la Ligue. En effet, le conseil d’administration de la LFP a voté la suppression de la compétition à l'issue de la saison 2019-2020, personne n'ayant répondu à son appel d'offres de diffusion télévisuelle en décembre 2018, couvrant la période 2020-2024. Après un match disputé, ni Lyon ni le PSG n'a réussi à marquer le moindre but et le score est toujours de 0 - 0 à l'issue des prolongations. La finale de la Coupe de la Ligue se dispute donc aux tirs au but. C'est finalement le gardien de but parisien Keylor Navas qui débloque la situation du match en stoppant le sixième penalty lyonnais, tiré par Bertrand Traoré, avant que Pablo Sarabia ne réussisse le sien face à Anthony Lopes. Le Paris Saint-Germain s’adjuge ainsi la neuvième Coupe de la Ligue de son histoire.
Comme lors de la finale de la Coupe de France une semaine plus tôt, l'accès au Stade de France était limité en raison de la pandémie de Covid-19 et seuls 3 500 spectateurs ont assisté à la victoire parisienne. Cette rencontre est aussi marquée par les blessures côté parisien. Les deux défenseurs brésiliens Thiago Silva et Marquinhos sortent en cours de match, remplacés par Leandro Paredes et Abdou Diallo, et l'avant-centre Mauro Icardi laisse sa place à Pablo Sarabia.Thomas Tuchel, se veut alors rassurant et avance que les deux défenseurs n'ont eu rien d'autre que des crampes. Le coach ne se montre pas non plus inquiet concernant l'attaquant argentin et estime qu'il manque simplement de rythme,. Layvin Kurzawa est également blessé et remplacé Thilo Kehrer. L'international français est victime d'une lésion musculaire à la cuisse.

#### Ligue des Champions

##### Contexte et préparation
Le 18 mars 2020, l'UEFA qui avait annoncé la suspension de l'édition 2019-2020 de la Ligue des Champions, affectée par l'évolution croissante de la pandémie de Covid-19 en Europe, a décidé de la faire reprendre à Lisbonne au Portugal au mois d'août, sous la forme d'un Final 8.
Les quatre derniers matchs de huitième de finale retour sont disputés les 7 et 8 août, tandis que les quarts et demi-finales abandonnent le format aller-retour et se dérouleront sur un match unique entre le 12 et le 19 août. La finale aura lieu le 23 août au stade de Luz. Un protocole sanitaire très strict vient encadrer la fin des compétitions européennes. Chaque rencontre se déroulera à huis clos, pour limiter les risques de contaminations. Un premier test PCR, visant à déterminer si une personne est atteinte du Covid-19, doit avoir lieu entre le quatorzième et le dixième jour précédant la date du match, et doit être effectué sur chaque joueur ou membre du staff. Un second test est exigé deux ou trois jours avant le match et un troisième la veille de la rencontre. Ce protocole s'applique pour chaque match de la Ligue des Champions et pour chaque équipe. De plus, un ultime test doit avoir lieu avant que l'équipe ne quitte le Portugal. Les délégations de chaque club, habituellement composées d'une centaine de personnes, sont limitées à soixante, joueurs, membres du staff et encadrants inclus. Et seules quarante-cinq personnes de ce groupe pourront accéder à ce que l'UEFA nomme la zone 1 du stade, incluant le vestiaire, le banc de touche et les sièges des tribunes réservées aux joueurs et au staff. Une partie de ces règles s'appliqueront lors de l'édition 2020-2021.

##### Quart de finale face à l'Atalanta Bergame
Le tirage au sort visant à déterminer les confrontations des quarts et demi-finales s'est tenu à Nyon, en Suisse, le 10 juillet 2020. L'équipe du Paris Saint-Germain est désignée pour affronter l'Atalanta Bergame le 12 août 2020 à Estádio da Luz à Lisbonne, pour ce qui sera le premier match de reprise de la compétition.
Le 12 août, le Paris Saint-Germain affronte donc l'Atalanta Bergame. Pour ce quart de finale, le club est privé de Marco Verratti, blessé, ainsi que d'Ángel Di María, suspendu en raison d'un carton jaune pris lors du huitième de finale retour contre le Borussia Dortmund. Dès la vingt-septième minute de jeu, Mario Pašalić donne l'avantage aux Bergamasques d'une frappe enroulée qui termine dans la lucarne de Keylor Navas. Dominé en première mi-temps, les Parisiens haussent leur niveau de jeu en seconde période. Finalement, Marquinhos égalise à la quatre-vingt-dixième minute en reprenant rapidement un centre de son coéquipier brésilien Neymar. Eric Maxim Choupo-Moting inscrit le but de la victoire dans le temps additionnel grâce à une passe décisive de Kylian Mbappé, entrée en jeu à la place de Pablo Sarabia à l'heure de jeu. Le match se termine donc sur le score de 2-1, en faveur des Rouge et Bleu.

##### Demi-finale face au RB Leipzig
Le 18 août a lieu la demi-finale opposant le club parisien au RB Leipzig, vainqueur de sa confrontation face à l'Atlético de Madrid. Après le forfait de Keylor Navas, c'est le gardien de but espagnol Sergio Rico qui commence la rencontre. Les deux milieux de terrain Marco Verratti et Idrissa Gueye sont également blessés, et laissent leur place à Ander Herrera et Leandro Paredes. Mauro Icardi, auteur d'une prestation peu convaincante contre l'Atalanta Bergame d'après son entraîneur Thomas Tuchel, est laissé sur le banc. C'est Kylian Mbappé qui occupe la pointe de l'attaque, aux côtés de Neymar et Ángel Di María, qui réintègre le onze de départ après sa suspension. Lors de ce match, Marquinhos ouvre le score pour le PSG dès la treizième minute de jeu. Servi par son coéquipier argentin Di María sur coup franc, le Brésilien marque d'une tête au premier poteau. Les Parisiens doublent la mise à la quarante-deuxième minute. Après une relance ratée du gardien de but lipsien Péter Gulácsi, Paredes intercepte le ballon avant de le passer à Neymar, qui dévie la balle en direction de Di María. Le natif de Rosario inscrit le but du 2-0. Di María effectue une nouvelle passe décisive sur un centre pour le latéral gauche Juan Bernat, qui marque d'une tête décroisée à la cinquante-cinquième minute. Pour la première fois de son histoire, le Paris Saint-Germain accède à la finale de la Ligue des Champions en s'imposant sur le score de 3-0.

## Prolongations de contrats et transferts
Affecté par la pandémie de Covid-19 en France, le mercato a été bouleversé. Se tenant d'ordinaire de mi-juin jusqu'à la fin du mois d'août, le marché des transferts français a modifié ses dates pour s'accorder avec le reste des championnats européens. Le mercato s'est tenu déroulé en deux fois. Après avoir ouvert ses portes une première fois entre le 8 juin et le 9 juillet 2020, il a rouvert entre le 15 août et le 5 octobre 2020, date de la fin des tractations en Angleterre, Espagne, Italie et Allemagne. Cette configuration particulière est motivée par le fait que la FIFA limite à douze semaines la durée totale du mercato, d'où l'interruption d'un mois pendant l'été.

### Prolongations de contrats
Au regard des événements inédits engendrés par la crise du Covid-19, le Paris Saint-Germain a décidé de proposer des prolongations de deux mois à ses joueurs en fin de contrat , leur permettant ainsi de jouer pour le club parisien jusqu'à la fin du mois d'août 2020 et de disputer les finales de Coupe de France et de Coupe de la Ligue, ainsi que la fin de l'édition 2019-2020 de la Ligue des Champions. Dans cette perspective, Thiago Silva, Eric Maxim Choupo-Moting et Sergio Rico ont signé des prolongations de contrat. Thomas Meunier et Edinson Cavani ont décidé de quitter le club à la fin du mois de juin 2020.
Le 29 juin 2020, le club du Paris Saint-Germain annonce la prolongation de contrat de son défenseur gauche Layvin Kurzawa jusqu'en 2024. Il est imité par son coéquipier Presnel Kimpembe le 11 juillet 2020, le champion du monde est alors lié avec les Rouge et Bleu jusqu'en 2024 également.

### Transferts estivaux
Le 31 mai 2020, le Paris Saint-Germain annonce sa première recrue estivale. Prêté par l'Inter Milan lors de la saison 2019-2020, le buteur argentin Mauro Icardi est définitivement transféré au PSG, où il signe un contrat le liant jusqu'en 2024 avec le club de la capitale. Alors que sa clause libératoire était fixée à 70 millions d'euros, Icardi arrive à Paris contre 50 millions d'euros.
Six joueurs issus des équipes jeunes du club signent un premier contrat professionnel avec le Paris Saint-Germain au cours de l'été. Teddy Alloh, défenseur français, et Kenny Nagera, attaquant de la même nationalité, passe pro le 29 juin 2020, tandis qu'Anfane Ahamada Mze, milieu défensif également français, et Thierno Baldé, défenseur de la même origine, signent aussi un contrat professionnel le lendemain, le 30 juin,. Le 23 juillet, les Rouge et Bleu annoncent les signatures d'Édouard Michut, milieu de terrain, et de Djeidi Gassama, attaquant mauritanien,. Tous sont liés avec le PSG jusqu'en 2023, les premiers contrats professionnels étant limités à trois ans seulement en France.
Le 11 juin 2020, Moussa Sissako, prêté avec option d'achat au Standard de Liège en janvier 2020, rejoint définitivement les rangs de l'équipe liégoise.  Le défenseur central franco-malien de 19 ans rejoint la Belgique contre la somme de quatre-cent mille euros.
Formés au PSG, Tanguy Kouassi et Adil Aouchiche décident de ne pas poursuivre leur carrière avec la formation parisienne et de signer leur premier contrat professionnel dans un club différent. Ainsi, Tanguy Kouassi rejoint le Bayern Munich, en Bundesliga, le 1er juillet 2020. Il y signe un contrat de quatre ans, l'Allemagne, contrairement à la France, autorisant de plus long contrat pro pour les jeunes joueurs. Adil Aouchiche, lui, décide rester en Ligue 1 et signe un bail de 3 ans avec l'AS Saint-Étienne le 20 juillet 2020. Cette vague de départ de jeunes issu du centre de formation parisien est similaire à celle des années précédentes. En 2019 déjà, Moussa Diaby, Christopher Nkunku, Stanley Nsoki, Timothy Weah ou encore Arthur Zagre, tous titi parisien, décidaient de quitter le club.
Cinq autres joueurs professionnels, non formés au Paris Saint-Germain, quittent le club au terme de leur contrat. Meilleur buteur du club, l'attaquant uruguayen Edinson Cavani quitte le PSG sept ans après son arrivée. Son départ est confirmé par Leonardo le 14 juin 2020. Thomas Meunier rejoint le Borussia Dortmund le 25 juin, quatre ans après son arrivée dans la capitale française. Le capitaine brésilien Thiago Silva et l'attaquant camerounais Eric Maxim Choupo-Moting, avaient décidé de prolonger leur contrat respectif de deux mois, jusqu'à la fin du mois d'août 2020, afin de disputer la fin de la Ligue des Champions 2019-2020 avec les Rouge et Bleu. Ils ne quittent le club qu'à l'issue de ce mois-ci, tout comme Sergio Rico, prêté par le FC Séville, qui ne rentre en Andalousie qu'au terme des échéances de la saison 2019-2020.   
| Nom                      | Nationalité | Poste     | Transfert                                         | Provenance/Destination | Division       |
| ------------------------ | ----------- | --------- | ------------------------------------------------- | ---------------------- | -------------- |
| Arrivées                 |             |           |                                                   |                        |                |
| Mauro Icardi             | Argentine   | Attaquant | Transfert (50+22 millions d'euros)                | Inter Milan            | Serie A        |
| Sergio Rico              | Espagne     | Gardien   | Transfert (6 millions d'euros)                    | FC Séville             | La Liga        |
| Rafinha                  | Brésil      | Milieu    | Transfert libre (3 M€ de bonus + 35% sur revente) | FC Barcelone           | La Liga        |
| Alexandre Letellier      | France      | Gardien   | Transfert libre                                   | US Orléans             | National       |
| Danilo Pereira           | Portugal    | Milieu    | Prêt payant (4 millions d'euros)                  | FC Porto               | Liga NOS       |
| Alessandro Florenzi      | Italie      | Défenseur | Prêt payant (1 million d'euros)                   | AS Roma                | Serie A        |
| Moise Kean               | Italie      | Attaquant | Prêt                                              | Everton FC             | Premier League |
| Alphonse Areola          | France      | Gardien   | Retour de prêt                                    | Real Madrid            | La Liga        |
| Eric Junior Dina-Ebimbe  | France      | Milieu    | Retour de prêt                                    | Le Havre AC            | Ligue 2        |
| Isaac Hemans             | France      | Milieu    | Retour de prêt                                    | SO Cholet              | National       |
| Jesé                     | Espagne     | Attaquant | Retour de prêt                                    | Sporting CP            | Primeira Liga  |
| Moussa Sissako           | Mali        | Défenseur | Retour de prêt                                    | Standard de Liège      | Pro League     |
| Anfane Ahamada Mze       | France      | Milieu    | Premier contrat professionnel                     | PSG -19 ans            | National U19   |
| Teddy Alloh              | France      | Défenseur | Premier contrat professionnel                     | PSG -19 ans            | National U19   |
| Thierno Baldé            | France      | Défenseur | Premier contrat professionnel                     | PSG -19 ans            | National U19   |
| Nathan Bitumazala        | France      | Milieu    | Premier contrat professionnel                     | PSG -19 ans            | National U19   |
| Djeidi Gassama           | Mauritanie  | Attaquant | Premier contrat professionnel                     | PSG -17 ans            | National U17   |
| Édouard Michut           | France      | Milieu    | Premier contrat professionnel                     | PSG -19 ans            | National U19   |
| Kenny Nagera             | France      | Attaquant | Premier contrat professionnel                     | PSG -19 ans            | National U19   |
| Départs                  |             |           |                                                   |                        |                |
| Loïc Mbe Soh             | France      | Défenseur | Transfert (5 millions d'euros)                    | Nottingham Forest      | Championship   |
| Moussa Sissako           | Mali        | Défenseur | Transfert (400 mille euros)                       | Standard de Liège      | Pro League     |
| Alphonse Areola          | France      | Gardien   | Prêt                                              | Fulham FC              | Premier League |
| Marcin Bułka             | Pologne     | Gardien   | Prêt                                              | FC Carthagène          | LaLiga 2       |
| Eric Junior Dina-Ebimbe  | France      | Milieu    | Prêt                                              | Dijon FCO              | Ligue 1        |
| Garissone Innocent       | France      | Gardien   | Prêt                                              | SM Caen                | Ligue 2        |
| Arnaud Kalimuendo        | France      | Attaquant | Prêt                                              | RC Lens                | Ligue 1        |
| Mauro Icardi             | Argentine   | Attaquant | Fin du prêt                                       | Inter Milan            | Serie A        |
| Sergio Rico              | Espagne     | Gardien   | Fin du prêt                                       | FC Séville             | La Liga        |
| Edinson Cavani           | Uruguay     | Attaquant | Fin de contrat                                    | Manchester United      | Premier League |
| Eric Maxim Choupo-Moting | Cameroun    | Attaquant | Fin de contrat                                    | Bayern Munich          | Bundesliga     |
| Thomas Meunier           | Belgique    | Défenseur | Fin de contrat                                    | Borussia Dortmund      | Bundesliga     |
| Thiago Silva             | Brésil      | Défenseur | Fin de contrat                                    | Chelsea FC             | Premier League |

### Transferts hivernaux
| Nom               | Nationalité | Poste     | Transfert                     | Provenance/Destination | Division     |
| ----------------- | ----------- | --------- | ----------------------------- | ---------------------- | ------------ |
| Arrivées          |             |           |                               |                        |              |
| Sekou Yansané     | France      | Attaquant | Premier contrat professionnel | Dijon FCO -19 ans      | National U19 |
| Marcin Bułka      | Pologne     | Gardien   | Retour de prêt                | FC Carthagène          | LaLiga 2     |
| Départs           |             |           |                               |                        |              |
| Jesé              | Espagne     | Attaquant | Résiliation du contrat        | UD Las Palmas          | LaLiga 2     |
| Marcin Bułka      | Pologne     | Gardien   | Prêt                          | LB Châteauroux         | Ligue 2      |
| Bandiougou Fadiga | France      | Milleu    | Prêt                          | Stade brestois 29      | Ligue 1      |

## Compétitions
| Championnat de France    | Ligue des champions                           | Coupe de France                    | Trophée des champions                           |
| ------------------------ | --------------------------------------------- | ---------------------------------- | ----------------------------------------------- |
| Deuxième place 82 points | Demi-finale face à Manchester City (1-2, 2-0) | Vainqueur face à l'AS Monaco (2-0) | Vainqueur face à l'Olympique de Marseille (2-1) |
| 26V 4N 8D                | 6V 1N 5D                                      | 5V 1N 0D                           | 1V 0N 0D                                        |
| TOTAL : 38V 6N 13D       |                                               |                                    |                                                 |

### Trophée des champions
Initialement prévu le 1er août 2020, l'édition 2020 du Trophée des Champions a été décalé à janvier 2021. En raison de la pandémie du Covid-19 en France, le Paris Saint-Germain a dû rattraper les matchs de Coupe de France, Coupe de la Ligue et Ligue des Champions au mois de juillet et août 2020, rendant impossible la tenue du Trophée des Champions à sa date initiale. Cette édition de la compétition opposera le PSG, tenant en titre des quatre compétitions nationales françaises, à l'Olympique de Marseille, deuxième de l'édition 2019-2020 de la Ligue 1.
| Trophée des champions   | Paris Saint-Germain            | 2 - 1   | Olympique de Marseille                                | Stade Bollaert-Delelis, Lens                                                                                      | |
| 13 janvier 2021 21 h 00 | Icardi 39e · Neymar 85e (pen.) | (1 - 0) | 89e Payet ( Thauvin)                                  | Spectateurs : 0 (huis clos) Diffuseur : Canal+ et Téléfoot Arbitrage : Ruddy Buquet Arbitre vidéo : Willy Delajod | Spectateurs : 0 (huis clos) Diffuseur : Canal+ et Téléfoot Arbitrage : Ruddy Buquet Arbitre vidéo : Willy Delajod |
| 13 janvier 2021 21 h 00 | Mbappé 90e                     | Rapport | 17e Radonjić · 26e Nagatomo · 72e Lirola · 77e Álvaro | Spectateurs : 0 (huis clos) Diffuseur : Canal+ et Téléfoot Arbitrage : Ruddy Buquet Arbitre vidéo : Willy Delajod | Spectateurs : 0 (huis clos) Diffuseur : Canal+ et Téléfoot Arbitrage : Ruddy Buquet Arbitre vidéo : Willy Delajod |

### Championnat
La Ligue 1 2020-2021 est la quatre-vingt-troisième édition du championnat de France de football et la dix-neuvième sous l'appellation Ligue 1. Depuis cette saison, la Ligue 1 a pour sponsor principal la plateforme de livraison de repas à domicile Uber Eats. La marque remplace ainsi Conforama au naming de la compétition, qui se nomme maintenant Ligue 1 Uber Eats. La division oppose vingt clubs en une série de trente-huit rencontres, chaque club se rencontrant à deux reprises. Les meilleurs de ce championnat se qualifient pour les coupes d'Europe. Le premier et le deuxième sont qualifiés pour les phases de groupe de la Ligue des Champions, tandis que le troisième disputera le troisième tour de qualification de cette compétition. Le quatrième, au même titre que le vainqueur de la Coupe de France 2021, sera qualifié pour les phases de groupe de la Ligue Europa. Nouveauté cette saison, le cinquième de Ligue 1 disputera les barrages de la Ligue Europa Conférence, troisième compétition européenne qui verra le jour lors de la saison 2021-2022. Le Paris Saint-Germain participe à cette compétition pour la quarante-huitième fois de son histoire et la quarante-septième fois de suite depuis la saison 1974-1975, ce qui constitue un record au niveau national.

#### Journées 1 à 5
Initialement programmée le dimanche 23 août, la rencontre opposant le Paris Saint-Germain au FC Metz, comptant pour la première journée de Ligue 1, se disputera le mercredi 16 septembre. Ce report s'explique par le fait que le PSG dispute la demi-finale de la Ligue des Champions face au RB Leipzig le mardi 18 août. La date initiale du match face aux messins tombe, de plus, le jour de la finale de la compétition européenne pour laquelle le PSG s'est qualifié. À la suite de la crise du Covid-19, et le report d'un nombre important de matchs, le calendrier des deux saisons a fini par se chevaucher. À la demande du PSG, et en accord avec le RC Lens et le diffuseur Canal+, il en est de même pour le match de la deuxième journée, qui devait se tenir le samedi 29 août, et qui est finalement reporté au 10 septembre. Après avoir disputé le Final 8 de la Ligue des Champions et atteint la finale de la compétition (perdue sur le score de 0-1 face au Bayern Munich), les parisiens ne sont rentrés de Lisbonne que 5 jours avant la programmation initiale de la rencontre et souhaitaient donc un temps de repos et de préparation supplémentaire avant la reprise du championnat.

#### Classement
| Rang | Équipe                    | Pts | J  | G  | N  | P  | Bp | Bc | Diff | Qualification ou relégation                                                     |
| ---- | ------------------------- | --- | -- | -- | -- | -- | -- | -- | ---- | ------------------------------------------------------------------------------- |
| 1    | LOSC Lille                | 83  | 38 | 24 | 11 | 3  | 64 | 23 | +41  | Qualification pour la phase de groupes de la Ligue des champions                |
| 2    | Paris Saint-Germain T S C | 82  | 38 | 26 | 4  | 8  | 86 | 28 | +58  | Qualification pour la phase de groupes de la Ligue des champions                |
| 3    | AS Monaco                 | 78  | 38 | 24 | 6  | 8  | 76 | 42 | +34  | Qualification pour le troisième tour de qualification de la Ligue des champions |
| 4    | Olympique lyonnais        | 76  | 38 | 22 | 10 | 6  | 81 | 43 | +38  | Qualification pour la phase de groupes de la Ligue Europa                       |
| 5    | Olympique de Marseille    | 60  | 38 | 16 | 12 | 10 | 54 | 47 | +7   | Qualification pour la phase de groupes de la Ligue Europa                       |

### Ligue des Champions
La Ligue des champions 2020-2021 est la 66e édition de la Ligue des champions, la plus prestigieuse des compétitions européennes inter-clubs. Elle est divisée en deux phases, une phase de groupes, qui consiste en huit mini-championnats de quatre équipes par groupe, les deux premières poursuivant la compétition et la troisième étant repêchée en seizièmes de finale de la Ligue Europa.

#### Parcours en Ligue des champions

##### Phase de groupes
| Rang | Équipe              | Pts | J | G | N | P | Bp | Bc | Diff |  | Résultats (▼ dom., ► ext.) |     |     |     |     |
| ---- | ------------------- | --- | - | - | - | - | -- | -- | ---- |  | -------------------------- | --- | --- | --- | --- |
| 1    | Paris Saint-Germain | 12  | 6 | 4 | 0 | 2 | 13 | 6  | +7   |  | Paris Saint-Germain        |     | 1-0 | 1-2 | 5-1 |
| 2    | RB Leipzig          | 12  | 6 | 4 | 0 | 2 | 11 | 12 | -1   |  | RB Leipzig                 | 2-1 |     | 3-2 | 2-0 |
| 3    | Manchester United   | 9   | 6 | 3 | 0 | 3 | 15 | 10 | +5   |  | Manchester United          | 1-3 | 5-0 |     | 4-1 |
| 4    | İstanbul Başakşehir | 3   | 6 | 1 | 0 | 5 | 7  | 18 | -11  |  | İstanbul Başakşehir        | 0-2 | 3-4 | 2-1 |     |

#### Coefficient UEFA
Ce classement permet de déterminer les têtes de séries dans les compétitions européennes, plus les clubs gagnent des matches dans ces compétitions, plus leur coefficient sera élevé.
| Rang 2020 | Rang 2019 | Évolution | Club                | 2015-2016 | 2016-2017 | 2017-2018 | 2018-2019 | 2019-2020 | Coefficient |
| --------- | --------- | --------- | ------------------- | --------- | --------- | --------- | --------- | --------- | ----------- |
| 1         | 3         | +2        | Bayern Munich       | 29,000    | 22,000    | 29,000    | 20,000    | 34,000    | 134,000     |
| 2         | 1         | -1        | Real Madrid         | 33,000    | 33,000    | 32,000    | 19,000    | 17,000    | 134,000     |
| 3         | 2         | -1        | FC Barcelone        | 26,000    | 23,000    | 25,000    | 30,000    | 24,000    | 128,000     |
|           |           |           |                     |           |           |           |           |           |             |
| 7         | 7         |           | Paris Saint-Germain | 24,000    | 20,000    | 19,000    | 19,000    | 31,000    | 113,000     |

## Joueurs et encadrement technique

### Encadrement technique
L'équipe parisienne est entraînée par l'allemand Thomas Tuchel, qui entame sa troisième saison avec le club. Entraîneur de 46 ans en début de saison, Tuchel commence sa carrière à Mayence en 2009. Tout juste promu, il stabilise le club en Bundesliga et le qualifie même en Ligue Europa à deux reprises, avant de partir en 2014. Après être resté une année sans club, il rejoint le Borussia Dortmund et succède de nouveau à Jürgen Klopp, aussi passé par Mayence. Sous la direction du tacticien allemand, le BVB s'affirme comme l'un des meilleurs clubs d'Allemagne, derrière l'intouchable Bayern Munich. Il remporte une coupe d'Allemagne en 2017 face à ces mêmes bavarois. Tuchel est cependant licencié à l'issue de sa deuxième saison, malgré le meilleur pourcentage de victoire de l'histoire du club. Après une nouvelle saison sans club, il intègre le banc de touche du Paris Saint-Germain le 7 juin 2018, à la place d’Unai Emery. Avec le PSG, Thomas Tuchel remporte deux championnat de France en 2019 et 2020, deux trophées des Champions en 2018 et 2019, ainsi qu'une Coupe de France et une Coupe de la Ligue en 2020. Il a également été nommé meilleur entraîneur de Ligue 1 en 2019.
Le Paris Saint-Germain effectue un nombre significatif de changement dans son staff médical dès le mois de juin 2020. Cristoforo Filetti, préparateur physique pour le club de Salernitana en Serie B, arrive à Paris le 8 juillet 2020. Nicola Bisciotti remplace Martin Bucheit au poste de responsable performance et Maxime Coulerot revient au club pour intégrer l'équipe de sport scientist. Le PSG s'appuie sur un nombre de collaborateurs franco-italiens importants, dont la plupart sont issus de la clinique Aspetar de Doha. C'était déjà le cas du docteur Baudot et de Cristiano Eirale, recrutés l'an passé. Pour cette saison, le club s'appuie sur un staff composé de vingt-six personnes, réparties dans trois départements : le staff technique, le staff médical et le staff performance.
Thomas Tuchel est renvoyé le 29 décembre 2020. Ses adjoints Arno Michels et Zsolt Lőw, le responsable de la préparation physique Rainer Schrey, ainsi que l'analyste vidéo Benjamin Weber quittent eux aussi le club à cette même date. Il est remplacé le 2 janvier 2021 par l'Argentin Mauricio Pochettino. Ce dernier arrive avec sa propre équipe composée de ses deux fidèles adjoints : son compatriote Miguel D'Agostino et l'Espagnol Jesus Perez, de l'ancien international espagnol Toni Jiménez au poste d'entraîneur des gardiens, et enfin de son fils Sebastiano Pochettino comme préparateur physique. Zoumana Camara n'est finalement pas conservé dans le staff technique, tout comme Jean-Luc Aubert, jusque-là entraîneur adjoint des gardiens, alors que Gianluca Spinelli reste finalement au club et travaillera désormais en duo avec Toni Jiménez.

### Effectif professionnel
Le tableau suivant liste l'effectif professionnel du Paris Saint-Germain pour la saison 2020-2021.

### Joueurs prêtés
| N° | P. | Nat. | Nom                | Club en prêt   | Compétition    | Championnat | Championnat | Championnat | Championnat  | Coupe d'Europe | Coupe d'Europe | Coupe d'Europe | Coupe d'Europe | Coupes nationales | Coupes nationales | Coupes nationales | Coupes nationales | Total | Total | Total  | Total        |
| N° | P. | Nat. | Nom                | Club en prêt   | Compétition    | MJ          | B           | Averti      | Carton rouge | MJ             | B              | Averti         | Carton rouge   | MJ                | B                 | Averti            | Carton rouge      | MJ    | B     | Averti | Carton rouge |
| -- | -- | ---- | ------------------ | -------------- | -------------- | ----------- | ----------- | ----------- | ------------ | -------------- | -------------- | -------------- | -------------- | ----------------- | ----------------- | ----------------- | ----------------- | ----- | ----- | ------ | ------------ |
| -  | G  |      | Alphonse Areola    | Fulham FC      | Premier League | 36          | 0           | 0           | 0            | 0              | 0              | 0              | 0              | 1                 | 0                 | 0                 | 0                 | 37    | 0     | 0      | 0            |
| -  | G  |      | Marcin Bułka       | LB Châteauroux | Ligue 2        | 7           | 0           | 0           | 0            | 0              | 0              | 0              | 0              | 0                 | 0                 | 0                 | 0                 | 7     | 0     | 0      | 0            |
| -  | G  |      | Garissone Innocent | SM Caen        | Ligue 2        | 0           | 0           | 0           | 0            | 0              | 0              | 0              | 0              | 0                 | 0                 | 0                 | 0                 | 0     | 0     | 0      | 0            |
| -  | A  |      | Arnaud Kalimuendo  | RC Lens        | Ligue 1        | 25          | 7           | 0           | 0            | 0              | 0              | 0              | 0              | 2                 | 1                 | 0                 | 0                 | 27    | 8     | 0      | 0            |

### Capitanat
En septembre 2019, Thomas Tuchel déclare qu'il y a cinq capitaines possibles au PSG. Si Thiago Silva est le capitaine désigné du club, le technicien allemand évoque également Marquinhos, Marco Verratti, Edinson Cavani et Kylian Mbappé comme alternative possible. Ces dires sont toutefois faussés, car huit capitaines, n'incluant pas Mbappé, ont porté le brassard au cours de la saison 2019-2020. Quand Thiago Silva n'est pas sur le terrain, c'est son coéquipier brésilien Marquinhos qui est capitaine, ou, moins fréquemment, Presnel Kimpembe, non cité par Tuchel en début de saison. Ce dernier a notamment commencé le match en tant que leader le 25 septembre 2019, lors de la 7e journée de Ligue 1. Edinson Cavani a été capitaine à plusieurs reprises également, souvent lorsque les trois défenseurs ne sont plus sur le terrain. Marco Verratti et Ángel Di María ont porté à tour de rôle le brassard de capitaine lors d'un match de Coupe de la Ligue contre Le Mans le 18 décembre 2019. Lors du Trophée des Champions, c'est Alphonse Areola qui avait ainsi fini la rencontre en tant que capitaine. Enfin, Leandro Paredes a porté le brassard le 28 janvier 2020, alors que le PSG affrontait Pau en Coupe de France.

« Normalement, si j'ai une décision à prendre concernant l'équipe, je parle avec les deux Brésiliens Thiago Silva et Marquinhos, avec Marco Verratti, avec Edinson Cavani et avec Kylian Mbappé. Ce sont mes cinq capitaines, ou les cinq qui prennent les décisions avec moi. Nous avons deux capitaines qui sont Thiago Silva et Marquinhos, les trois autres sont après comme possibles capitaines pour nous, c'est clair. Mais c'était comme ça l'année dernière et c'est toujours comme ça. On a besoin comme entraîneur d'un groupe, je ne peux pas discuter de toutes les choses avec tout le monde. Pour quelques choses, je veux avoir une opinion de l'équipe, je veux parler de l'organisation, parfois des sensations des joueurs. C'est nécesaire que les cinq prennent cette responsabilité. C'est un échange très important et très fluide. »

— Thomas Tuchel à propos du capitanat au PSG, en septembre 2019.
Au club depuis le 14 juillet 2012, et capitaine depuis le 21 novembre de la même année, Thiago Silva quitte le club en août 2020, après avoir participé aux dernières échéances de la saison 2019-2020. C'est Leonardo, le directeur sportif du club, qui annonce que l'international brésilien ne prolongera pas son contrat avec le club de la capitale. De ce fait, le brassard de capitaine est à pourvoir. Interrogé quant à la succession d'O Monstro, l'entraîneur du club Thomas Tuchel estime que Marquinhos et Presnel Kimpembe sont deux candidats crédibles au poste de capitaine. Durant la pré-saison, Marquinhos est capitaine quand Thiago Silva n'est pas sur le terrain et lors de la finale de Coupe de la Ligue contre l'Olympique lyonnais, c'est Kimpembe qui prend le brassard quand Marquinhos sort sur blessure, laissant entendre que c'est bien le jeune brésilien qui prendra la suite de Thiago Silva. Durant la pré-saison, les deux joueurs se sont exprimés à ce sujet. Marquinhos a déclaré "Je veux finir ma carrière au PSG. Être capitaine du PSG c’est une grande responsabilité et serait aussi un grand plaisir" quand son coéquipier français Kimpembe affirme que "le brassard, on ne dit pas non, bien évidemment ! C’est une fierté pour moi de le porter, c’est quelque chose de grand ! Après, on sait que le capitaine, c’est Thiago Silva pour l'instant et après, c’est Marquinhos. Après, si on me donne le brassard, je le prends volontiers. Mais je ne le revendique pas. Porter le brassard de capitaine est un rêve pour tout titi du club".

## Aspects juridiques et économiques

### Structure juridique et organigramme
Cette saison, le club du Paris Saint-Germain est toujours géré par Qatar Sport Investments, filiale de Qatar Investment Authority, le fonds d'investissement souverain de l’émirat du Qatar, propriétaire du club depuis 2011. Nasser al-Khelaïfi est donc toujours président et directeur général du club depuis l'arrivée de QSI dans le capital du club parisien, tout comme Jean-Claude Blanc, qui reste directeur général délégué du PSG.  Leonardo entame sa deuxième au poste de directeur sportif, après avoir remplacé Antero Henrique le 14 juin 2019. L'ancien international brésilien avait déjà occupé ce poste entre 2011 et 2013. Le 5 juillet 2020, le PSG nomme Thibaut Karsenty au poste de manager général de l'Association PSG, la section amateur du club.

## Maillots de la saison
Comme depuis plusieurs saisons, le Paris Saint-Germain joue avec quatre maillots différents. Pour les cinquante ans du club, Nike et le PSG ont choisi de rééditer des maillots historiques. Le maillot domicile rend hommage à la tenue dessinée par Daniel Hechter en 1973 et le maillot extérieur est un écho à la victoire en Coupe des Coupes de 1996. Si les deux premières tenues sont équipées par Nike, le maillot third et le maillot fourth sont estampillés Jordan, pour la troisième saison consécutive. Cette spécificité s'inscrit une collaboration commencée en 2018 entre le club parisien et Jordan, filiale de la marque Nike. Ce contrat court jusqu'en 2021 et s'étend sur trois saisons.

### Maillot domicile
Le Paris Saint-Germain, qui fête les 50 ans de sa création en 2020, choisit de rééditer le maillot Hechter, la tenue incontournable du club crée par le couturier et ancien président du club Daniel Hechter. Le maillot domicile est donc similaire à celui de la saison 1973-1974. Principalement bleu, la nouvelle tenue comporte une large bande rouge verticale au niveau du torse, encadrée par deux liserés blancs. La bande centrale est cependant coupée, afin de laisser plus de visibilité au sponsor ALL - Accor Live Limitless. La bande n'est toutefois pas présente dans le dos, comme elle pouvait l'être sur les anciens maillots Hechter. Les manches se terminent par deux liserés rouges et un liseré blanc et le col, quant à lui, comporte un liseré blanc. Sur le flanc, la mention "Paris Saint-Germain - 50 ans" est lisible. Le logo du club ainsi que le logo Swoosh de Nike sont légèrement plus rapproché vers l'intérieur que d'ordinaire, centrés sur les deux liserés blancs de la bande Hechter. Un drapeau français est présent sur la face intérieure gauche du maillot.
Initialement prévu au mois de mai, l'officialisation du maillot domicile n'a eu lieu que le mardi 21 juillet 2020, en même temps que le nouveau maillot extérieur, en raison de la pandémie du Covid-19 qui paralyse les usines Nike en Asie et retardent les délais de production. Le maillot domicile est porté le soir même, alors que le PSG affronte le Celtic Glasgow au Parc des Princes pour le troisième match amical de la pré-saison. Quelques jours après le lancement du maillot, Daniel Hechter salue l'hommage qui lui ait fait et déclare qu'il est "à peu près fidèle" au design d'origine. Il ajoute que "s’il a été autant réclamé par les supporters, c’est qu’ils ont bien senti que ça manquait. Je suis content qu’il soit présent aujourd’hui".

« Au-delà du maillot, il n’est que le symbole de l’âme du club, pas autre chose. S’il a été autant réclamé par les supporters, c’est qu’ils ont bien senti que ça manquait. Je suis content qu’il soit présent aujourd’hui. Je considérais à l’époque que le stade était un des plus beaux spectacles au monde. Le théâtre, l’opéra ont leur costume, il fallait faire de même pour le football. Il fallait faire une tenue qui correspondait à l’envie que  j’avais et qui était celle des Parisiens, car j’ai repris les couleurs de Paris. »

— Daniel Hechter, évoquant le nouveau maillot parisien ainsi que son design d'origine.
Comme chaque saison, le maillot parisien est disponible en version Authentic et en version Replica. La version Authentic, celle portée par les joueurs, montre quelques différences avec sa version Replica, celle destinée aux supporters. Sur la version Authentic, on distingue des motifs sur les épaules et le long du corps, absents sur le Replica. Cette différence est due à l'apparition de la technologie VaporKnit de Nike, qui présente des effets ondulés sur ces parties du maillot, destinés à évacuer l’humidité sur des endroits clés du corps grâce à ses fines mailles en trois dimensions qui épouse au mieux les formes du corps du joueur. Sur l'Authentic, le logo du PSG et le Swoosh de Nike sont thermocollés, alors qu'ils sont brodés sur la version Replica. On retrouve ces distinctions également sur le maillot extérieur.

### Maillot extérieur
Le maillot extérieur du Paris Saint-Germain de cette saison puise également son inspiration dans des maillots plus anciens, qui ont marqué l'histoire du club. Celui-là s'inspire du design des années 1980 et des années 1990, mais plus particulièrement du maillot extérieur porté pendant la saison 1996-1997, qui fait suite à la victoire en Coupe des Coupes. Sur cette nouvelle tenue, on retrouve donc le design d'un Hechter "inversé" : sur un maillot majoritairement blanc, on distingue une large bande rouge verticale encadrée par deux liserés bleu foncé. On retrouve ce même bleu sur le col du maillot, conçu de la même manière que le col d'un polo. Comme sur le maillot third de la saison 2019-2020, deux boutons sont présents en bas du col. Contrairement à la tenue portée dans les années 1990, la bande Hechter n'est pas présente dans le dos. Comme sur le maillot domicile, un drapeau français est présent sur la face intérieure gauche du maillot. Cette tenue est disponible en version Authentic et Replica, avec les mêmes particularités que pour le premier jeu de maillot.
Ce maillot est officialisé le 21 juillet 2020, en même temps que le nouveau maillot domicile. Il est porté par les joueurs pour la première fois le 5 août 2020, au Parc des Princes, pour le quatrième et dernier match amical de pré-saison contre le FC Sochaux.

## Statistiques

### Bilan collectif
| Compétition           | Débute au tour   | Termine     | Matches joués | Gagnés | Nuls | Perdus | Buts pour | Buts contre | Différence |
| --------------------- | ---------------- | ----------- | ------------- | ------ | ---- | ------ | --------- | ----------- | ---------- |
| Trophée des champions | Finale           | Vainqueur   | 1             | 1      | 0    | 0      | 2         | 1           | +1         |
| Ligue 1               | -                | 2e          | 38            | 26     | 4    | 8      | 86        | 28          | +58        |
| Ligue des champions   | Phase de groupes | Demi-finale | 12            | 6      | 1    | 5      | 22        | 14          | +8         |
| Coupe de France       | 1/32 de finale   | Vainqueur   | 6             | 5      | 1    | 0      | 16        | 2           | +14        |
| Total                 | -                | -           | 57            | 38     | 6    | 13     | 126       | 45          | +81        |

### Statistiques des buteurs
|        | Buteur              | Ligue 1 | Coupe de France | Trophée des Champions | Ligue des Champions | Total | Min  | MJ |
| ------ | ------------------- | ------- | --------------- | --------------------- | ------------------- | ----- | ---- | -- |
| TOTAL1 | TOTAL1              | 79      | 14              | 2                     | 21                  | 115   | 4320 | 48 |
| 1      | Kylian Mbappé       | 27      | 7               | 0                     | 8                   | 42    | -    | -  |
| 2      | Moise Kean          | 13      | 1               | 0                     | 3                   | 17    | -    | -  |
| 2      | Neymar              | 9       | 1               | 1                     | 6                   | 17    | -    | -  |
| 4      | Mauro Icardi        | 7       | 5               | 1                     | 0                   | 13    | -    | -  |
| 5      | Pablo Sarabia       | 6       | 1               | 0                     | 0                   | 7     | -    | -  |
| 6      | Marquinhos          | 3       | 0               | 0                     | 3                   | 6     | -    | -  |
| 7      | Angel Di Maria      | 4       | 1               | 0                     | 1                   | 5     | -    | -  |
| 8      | Julian Draxler      | 4       | 0               | 0                     | 0                   | 4     | -    | -  |
| 9      | Danilo Pereira      | 2       | 0               | 0                     | 0                   | 2     | -    | -  |
| 9      | Alessandro Florenzi | 2       | 0               | 0                     | 0                   | 2     | -    | -  |
| 9      | Idrissa Gueye       | 2       | 0               | 0                     | 0                   | 2     | -    | -  |

1. Total des buts dans le jeu, hors c-s-c.

### Statistiques des passeurs
|       | Buteur         | Ligue 1 | Coupe de France | Trophée des Champions | Ligue des Champions | Total | Min | MJ |
| ----- | -------------- | ------- | --------------- | --------------------- | ------------------- | ----- | --- | -- |
| TOTAL | TOTAL          | 52      | 11              | 0                     | 16                  | 79    | -   | -  |
| 1     | Angel Di Maria | 9       | 2               | 0                     | 4                   | 15    | -   | -  |
| 2     | Kylian Mbappé  | 7       | 1               | 0                     | 3                   | 11    | -   | -  |
| 3     | Neymar         | 5       | 1               | 0                     | 2                   | 8     | -   | -  |
| 4     | Julian Draxler | 3       | 2               | 0                     | 1                   | 6     | -   | -  |
| 4     | Marco Verratti | 2       | 2               | 0                     | 2                   | 6     |     |    |
| 4     | Rafinha        | 4       | 1               | 0                     | 1                   | 6     |     |    |

### Statistiques individuelles
(Mis à jour le 3 juin 2021)
| 1  |  | Navas      | 29 | 0  | 0 | 0 | 0 | 12 | 0 | 0 | 0 | 0 | 3 | 0 | 0 | 0 | 0 | 1 | 0 | 0 | 0 | 0 | 45 | 0  | 0  | 0  | 0 |  |  |  |  |  |
| 3  |  | Kimpembe   | 28 | 0  | 0 | 6 | 1 | 11 | 0 | 0 | 3 | 1 | 0 | 0 | 0 | 0 | 0 | 1 | 0 | 0 | 0 | 0 | 40 | 0  | 0  | 9  | 2 |  |  |  |  |  |
| 4  |  | Kehrer     | 24 | 0  | 0 | 3 | 0 | 5  | 0 | 0 | 1 | 0 | 4 | 0 | 0 | 0 | 0 | 0 | 0 | 0 | 0 | 0 | 33 | 0  | 0  | 4  | 0 |  |  |  |  |  |
| 5  |  | Marquinhos | 25 | 3  | 1 | 2 | 0 | 10 | 3 | 0 | 0 | 0 | 4 | 0 | 0 | 1 | 0 | 1 | 0 | 0 | 0 | 0 | 40 | 6  | 1  | 3  | 0 |  |  |  |  |  |
| 6  |  | Verratti   | 21 | 0  | 2 | 7 | 0 | 7  | 0 | 2 | 3 | 0 | 2 | 0 | 2 | 0 | 0 | 1 | 0 | 0 | 0 | 0 | 31 | 0  | 6  | 10 | 0 |  |  |  |  |  |
| 7  |  | Mbappé     | 31 | 27 | 7 | 5 | 0 | 10 | 8 | 3 | 0 | 0 | 5 | 7 | 1 | 1 | 0 | 1 | 0 | 0 | 1 | 0 | 47 | 42 | 11 | 7  | 0 |  |  |  |  |  |
| 8  |  | Paredes    | 21 | 1  | 2 | 7 | 1 | 8  | 0 | 1 | 4 | 0 | 6 | 0 | 1 | 3 | 0 | 1 | 0 | 0 | 0 | 0 | 36 | 1  | 4  | 14 | 1 |  |  |  |  |  |
| 9  |  | Icardi     | 20 | 7  | 3 | 1 | 0 | 3  | 0 | 0 | 1 | 0 | 4 | 5 | 0 | 0 | 0 | 1 | 1 | 0 | 0 | 0 | 28 | 13 | 3  | 2  | 0 |  |  |  |  |  |
| 10 |  | Neymar Jr  | 18 | 9  | 5 | 7 | 2 | 9  | 6 | 2 | 3 | 0 | 3 | 1 | 1 | 1 | 0 | 1 | 1 | 0 | 0 | 0 | 31 | 17 | 8  | 11 | 2 |  |  |  |  |  |
| 11 |  | Di María   | 27 | 4  | 9 | 1 | 0 | 10 | 1 | 4 | 0 | 1 | 5 | 0 | 2 | 0 | 0 | 1 | 0 | 0 | 0 | 0 | 43 | 5  | 15 | 1  | 1 |  |  |  |  |  |
| 12 |  | Rafinha    | 23 | 0  | 4 | 2 | 0 | 8  | 0 | 1 | 1 | 0 | 3 | 0 | 1 | 1 | 0 | 0 | 0 | 0 | 0 | 0 | 34 | 0  | 6  | 4  | 0 |  |  |  |  |  |
| 14 |  | Bernat     | 3  | 0  | 0 | 2 | 0 | 0  | 0 | 0 | 0 | 0 | 0 | 0 | 0 | 0 | 0 | 0 | 0 | 0 | 0 | 0 | 3  | 0  | 0  | 2  | 0 |  |  |  |  |  |
| 15 |  | Danilo     | 23 | 2  | 1 | 3 | 0 | 12 | 0 | 0 | 2 | 0 | 6 | 0 | 0 | 0 | 0 | 1 | 0 | 0 | 0 | 0 | 42 | 2  | 1  | 5  | 0 |  |  |  |  |  |
| 16 |  | Rico       | 10 | 0  | 0 | 0 | 0 | 0  | 0 | 0 | 0 | 0 | 3 | 0 | 0 | 0 | 0 | 0 | 0 | 0 | 0 | 0 | 13 | 0  | 0  | 0  | 0 |  |  |  |  |  |
| 18 |  | Kean       | 26 | 13 | 0 | 4 | 0 | 9  | 3 | 1 | 1 | 0 | 5 | 1 | 0 | 0 | 0 | 1 | 0 | 0 | 0 | 0 | 41 | 17 | 1  | 5  | 0 |  |  |  |  |  |
| 19 |  | Sarabia    | 27 | 6  | 4 | 2 | 0 | 4  | 0 | 0 | 0 | 0 | 5 | 1 | 0 | 1 | 0 | 1 | 0 | 0 | 0 | 0 | 37 | 7  | 4  | 3  | 0 |  |  |  |  |  |
| 20 |  | Kurzawa    | 19 | 1  | 1 | 4 | 1 | 5  | 0 | 0 | 2 | 0 | 3 | 0 | 0 | 0 | 0 | 1 | 0 | 0 | 0 | 0 | 28 | 1  | 1  | 6  | 1 |  |  |  |  |  |
| 21 |  | Herrera    | 31 | 1  | 3 | 6 | 0 | 10 | 0 | 0 | 3 | 0 | 3 | 0 | 0 | 1 | 0 | 1 | 0 | 0 | 0 | 0 | 45 | 1  | 3  | 10 | 0 |  |  |  |  |  |
| 22 |  | Diallo     | 22 | 0  | 1 | 3 | 2 | 8  | 0 | 1 | 0 | 0 | 5 | 0 | 0 | 0 | 0 | 1 | 0 | 0 | 0 | 0 | 36 | 0  | 2  | 3  | 2 |  |  |  |  |  |
| 23 |  | Draxler    | 24 | 4  | 3 | 3 | 0 | 5  | 0 | 1 | 1 | 0 | 5 | 0 | 2 | 0 | 0 | 0 | 0 | 0 | 0 | 0 | 34 | 4  | 6  | 4  | 0 |  |  |  |  |  |
| 24 |  | Florenzi   | 21 | 2  | 1 | 1 | 0 | 10 | 0 | 0 | 0 | 0 | 4 | 0 | 0 | 0 | 0 | 1 | 0 | 0 | 0 | 0 | 36 | 2  | 1  | 1  | 0 |  |  |  |  |  |
| 25 |  | Bakker     | 26 | 0  | 2 | 1 | 0 | 10 | 0 | 0 | 0 | 0 | 4 | 0 | 0 | 1 | 0 | 0 | 0 | 0 | 0 | 0 | 40 | 0  | 2  | 2  | 0 |  |  |  |  |  |
| 27 |  | Gueye      | 27 | 2  | 1 | 3 | 0 | 10 | 0 | 0 | 4 | 2 | 6 | 0 | 1 | 1 | 0 | 0 | 0 | 0 | 0 | 0 | 43 | 2  | 2  | 8  | 2 |  |  |  |  |  |
| 31 |  | Dagba      | 25 | 1  | 2 | 3 | 0 | 5  | 0 | 0 | 1 | 0 | 3 | 0 | 0 | 0 | 0 | 0 | 0 | 0 | 0 | 0 | 33 | 1  | 2  | 4  | 0 |  |  |  |  |  |
| 32 |  | Pembélé    | 6  | 1  | 0 | 1 | 0 | 1  | 0 | 0 | 1 | 0 | 2 | 0 | 0 | 0 | 0 | 0 | 0 | 0 | 0 | 0 | 9  | 1  | 0  | 2  | 0 |  |  |  |  |  |
| 34 |  | Simons     | 1  | 0  | 0 | 0 | 0 | 0  | 0 | 0 | 0 | 0 | 1 | 0 | 0 | 0 | 0 | 0 | 0 | 0 | 0 | 0 | 2  | 0  | 0  | 0  | 0 |  |  |  |  |  |
| 36 |  | Ruiz-Atil  | 7  | 0  | 0 | 1 | 0 | 0  | 0 | 0 | 0 | 0 | 0 | 0 | 0 | 0 | 0 | 0 | 0 | 0 | 0 | 0 | 7  | 0  | 0  | 1  | 0 |  |  |  |  |  |
| 38 |  | Michut     | 1  | 0  | 0 | 0 | 0 | 0  | 0 | 0 | 0 | 0 | 0 | 0 | 0 | 0 | 0 | 0 | 0 | 0 | 0 | 0 | 1  | 0  | 0  | 0  | 0 |  |  |  |  |  |
| 39 |  | Nagera     | 1  | 0  | 0 | 0 | 0 | 0  | 0 | 0 | 0 | 0 | 0 | 0 | 0 | 0 | 0 | 0 | 0 | 0 | 0 | 0 | 1  | 0  | 0  | 0  | 0 |  |  |  |  |  |
| -  |  | Bulka      | 1  | 0  | 0 | 0 | 0 | 0  | 0 | 0 | 0 | 0 | 0 | 0 | 0 | 0 | 0 | 0 | 0 | 0 | 0 | 0 | 1  | 0  | 0  | 0  | 0 |  |  |  |  |  |
| -  |  | Kalimuendo | 1  | 0  | 0 | 0 | 0 | 0  | 0 | 0 | 0 | 0 | 0 | 0 | 0 | 0 | 0 | 0 | 0 | 0 | 0 | 0 | 1  | 0  | 0  | 0  | 0 |  |  |  |  |  |
| -  |  | Fadiga     | 6  | 0  | 0 | 1 | 0 | 0  | 0 | 0 | 0 | 0 | 0 | 0 | 0 | 0 | 0 | 0 | 0 | 0 | 0 | 0 | 6  | 0  | 0  | 1  | 0 |  |  |  |  |  |
| -  |  | Jesé       | 2  | 0  | 0 | 0 | 0 | 0  | 0 | 0 | 0 | 0 | 0 | 0 | 0 | 0 | 0 | 0 | 0 | 0 | 0 | 0 | 2  | 0  | 0  | 0  | 0 |  |  |  |  |  |